# Polyaster
Polyaster es un género con tres especies de plantas de flores perteneciente a la familia Rutaceae. 

## Especies seleccionadas
- Polyaster boronioides
- Polyaster ehrenbergii
- Polyaster paucijugus